# Malcolm Page
Malcolm Page (Sydney, 22 maart 1972) is een Australisch zeiler. Hij vertegenwoordigde Australië driemaal de op Olympische Zomerspelen en behaalde hierbij twee olympische titels.
Samen met Nathan Wilmot werd hij in 2004 wereldkampioen in de 470-klasse. Het duo kwalificeerde zich voor de Olympische Zomerspelen in Athene. Eerder eindigden ze op een twaalfde plaats. Na twee wereldtitels (2005 en 2007) kwalificeerde het duo zich voor de Olympische Zomerspelen van Peking. Dit keer vervulden ze wel hun favorietenrol en werd het Australisch duo olympisch kampioen.
Na de olympische triomf sloegen Wilmot en Page ieder hun eigen weg. Page werd in 2008 een duo met Mathew Belcher. In 2010 werden ze samen wereldkampioen en vanaf 2010 voerden ze de wereldranglijst aan. Ook in 2011 en 2012 werden ze wereldkampioen. Samen met Belcher nam hij in 2012 een derde keer deel aan de Olympische Zomerspelen. In de klasse tweepersoonsjol (470) behaalde Page een tweede opeenvolgende olympische titel. Tijdens de sluitingsceremonie mocht hij de Australische vlag dragen.

## Palmares
420
- 2004:  WK

470
- 2003:  WK
- 2004:  WK
- 2004: 12e OS Athene
- 2005:  WK
- 2006:  WK
- 2007:  WK
- 2008: 8e WK
- 2008:  OS Peking
- 2009: 5e WK
- 2010:  WK
- 2010: eindwinnaar ISAF Wereldbeker
- 2011:   WK
- 2011: eindwinnaar ISAF Wereldbeker
- 2012:  WK
- 2012:  OS Londen

1976: Harro Bode / Frank Hübner ·
1980: Marcos Soares / Eduardo Penido ·
1984: Luis Doreste / Roberto Molina ·
1988: Thierry Peponnet / Luc Pillot ·
1992: Jordi Calafat / Kiko Sánchez ·
1996: Yevhen Braslavets / Ihor Matviyenko ·
2000: Tom King / Mark Turnbull ·
2004: Kevin Burnham / Paul Foerster ·
2008: Malcolm Page / Nathan Wilmot ·
2012: Mathew Belcher / Malcolm Page ·
2016: Šime Fantela / Igor Marenić ·
2020: Mathew Belcher / William Ryan